# Real Valladolid Baloncesto
Il Real Valladolid Baloncesto, noto in precedenza come Club Baloncesto Ciudad de Valladolid, è una squadra di pallacanestro fondata a Valladolid, Spagna nel 2015. Attualmente limita in Liga LEB Oro.

## Storia
Il Club Baloncesto Ciudad de Valladolid fu fondato nel giugno del 2015 dall'ex cestista Mike Hansen con lo scopo di sostituire il Club Baloncesto Valladolid che cessò di esistere in quell'estate a causa di problemi economici.
Nella sua prima stagione, in Liga LEB Plata, il Ciudad de Valladolid fu retrocesso alla fine della stagione. Tuttavia riuscì a rimanere nella categoria a causa di un spot vacante. Grazie a ciò l'anno seguente riuscì ad essere promosso in Liga LEB Oro.
Durante la stagione 2019-2020 la squadra stava guidando al primo posto il campionato di Liga LEB Oro 2019-2020 quando la stagione venne interrotta per colpa della pandemia di COVID-19. Nonostante ciò il club ottenne la promozione alla Liga ACB ma non riuscì ad ottenere i requisiti economici per iscriversi al nuovo campionato.
Il 28 luglio il Ciudad de Valladolid stipulò un accordo di collaborazione con il Real Valladolid Club de Fútbol iniziando ad usare il loro nome, stemma e colori sociali.

## Palmarès
- Liga LEB Oro: 1

2019-2020